# 張坊鎮 (瀏陽市)
張坊鎮（ちょうほうちん）は中華人民共和国湖南省長沙市瀏陽市の鎮。

## 行政区画
- 茶林村
- 陳橋村
- 白石村
- 田渓村
- 富渓村
- 江口村
- 人渓村
- 張家坊社区
- 上洪社区（七星嶺村、上洪社区を母体に新制「上洪社区」として発足。）

## 歴史
清代の康熙十四年（1675年）、瀏東第三都の管轄に属する。
中華民国元年（1912年）、張坊鎮に改称。
中華民国十九年（1930年）、瀏陽県第三区の管轄に属する。
1955年6月、張坊区に改称。
1956年7月、張坊郷、上洪郷、人渓郷等に分離。
1958年9月、張坊郷、上洪郷、人渓郷を母体に新制「上游公社」として発足。同年12月、張坊公社に改称。
1992年5月、張坊鎮に設置。
1995年6月、上洪郷、人渓郷を吸収合併する。

## 経済

### 名物・特産品
- イネ
- 野菜

## 地理
張坊鎮は瀏陽市の東部に位置し、北は大囲山鎮と、東は江西省銅鼓県排埠鎮と、西は永和鎮、官渡鎮、達滸鎮と、南は小河郷とそれぞれ接している。
- 河川：小渓河
- ダム湖：板渓水庫
- 山：七星嶺（標高1607.8メートル）、葛藤嶺（標高851.2メートル）、立頭嶺（標高832.4メートル）

## 教育
- 張坊中学

## 交通

### 鉄道
- 蒙華鉄道

### 道路
- 高速公路：大瀏高速公路
- 省道：S309省道
- 県道：X001

## 観光
- 紅蓮寺
- 陳真人廟
- 王首道故居
- 李白烈士故居
- 黄石洞漂流景区[2]

## 出身有名人
- 李白：革命烈士
- 王首道：元中共広東省委書記
- 張藩：中国人民解放軍中将